# Alexander Rödiger
Alexander Rödiger (* 14. Mai 1985 in Eisenach) ist ein ehemaliger deutscher Bobsportler.

## Leben und Karriere
Der Anschieber war seit 2005 aktiv und trat für den BRC Thüringen an. Zuletzt war Rödiger Teil des Bobteams von Francesco Friedrich.
2006 gewann er im Vierer von Sven Rocho bei der Junioren-Weltmeisterschaft die Bronzemedaille und belegte vordere Plätze im Europacup. In der Saison 2006/07 konnte er auch erstmals Weltcupplatzierungen unter den besten Zehn erreichen. 2010 nahm Alexander Rödiger als Bobfahrer bei den Olympischen Winterspielen in Vancouver teil und gewann mit dem Viererbob von André Lange die Silbermedaille. Für diese Leistung wurde Rödiger am 30. April 2010 von Bundespräsident Horst Köhler mit dem Silbernen Lorbeerblatt ausgezeichnet.
2013 und 2015 gehörte er zur Crew von Maximilian Arndt, die Weltmeister im Viererbob wurde. Als Teil der Crew von Nico Walther nahm er an den Olympischen Winterspielen 2018 in Pyeongchang teil und gewann im Viererbob die Silbermedaille.
Zu Beginn der Weltcup-Saison 2021/22 zog sich Rödiger beim Ausladen eines Bobs aus einem Transporter in Innsbruck einen Bizepssehnenabriss zu. Damit erübrigte sich die Teilnahme an den Olympischen Winterspielen 2022, für die er seine letzten Rennen als professioneller Bobsportler geplant hatte. Am 16. Januar 2022 kam er beim Weltcup in St. Moritz dennoch noch einmal als Anschieber im Viererbob von Francesco Friedrich zum Einsatz und beendete seine sportliche Karriere mit einem zweiten Platz in diesem Rennen.
Im Oktober 2018 wurde er zum Ehrenbürger der damaligen Stadt Creuzburg ernannt. Rödiger ist Sportsoldat und lebt in Oberhof.

## Erfolge
- 2006 3. Platz Junioren-WM 4er Igls (Rocho)
- 2007 1. Platz Junioren-WM 2er Altenberg (Arndt)
- 2007 Europameister 4er Cortina d’Ampezzo (Lange)
- 2008 2. Platz Junioren-WM 4er Igls (Arndt)
- 2009 2. Platz WM Lake Placid 4er (Lange)
- 2010 1. Platz Junioren-WM 2er St. Moritz (Arndt)
- 2010 3. Platz Junioren-WM 4er St. Moritz (Arndt)
- 2010 Olympia Silber Whistler (Lange)
- 2011 1. Platz Junioren-WM 4er Park City (Arndt)
- 2011 4. Platz WM Königssee 4er (Arndt)
- 2012 2. Platz WM Lake Placid 4er (Arndt)
- 2012 Europameister 4er Altenberg (Arndt)
- 2013 Weltmeister St. Moritz 4er (Arndt)
- 2013 Europameister 4er Igls (Arndt)
- 2014 6. Platz Olympia (korrigiert 4. Platz) (Arndt)
- 2015 Weltmeister Winterberg 4er (Arndt)
- 2018 Olympia Silber Pyeongchang (Walther)
- 2022 2. Platz EM St. Moritz (Friedrich)